# Zokanje
Zokanje (russisch Цоканье) ist die Bezeichnung für das Zusammenfallen der stimmlosen postalveolaren Affrikate /tʃ/ und der stimmlosen alveolaren Affrikate /ts/ zu /ts/, zum Beispiel wird čaj (Tee) zu caj.
Diese phonetische Besonderheit findet sich in nordrussischen Dialekten wie dem Altnowgoroder Dialekt, im Niedersorbischen (čas, Zeit wird zu cas), dem masowischen Dialekt in Polen und einem Dialekt des Kroatischen. Auch im Ostjiddischen gibt es eine solche Erscheinung.